# Abbaye de Shap
L’abbaye Sainte-Marie-Madeleine de Shap est une ancienne abbaye des chanoines réguliers de Prémontré, située dans la paroisse civile britannique de Shap Rural, à 2,4 kilomètres du village de Shap, sur la rive ouest de la Lowther, dans le comté anglais de Cumbria. Le site fait actuellement partie des propriétés de l’English Heritage, qui le gère conjointement avec le parc national du Lake District.

## Historique
L’abbaye a été fondée en 1190 à une trentaine de kilomètres au sud, à Kendal. Elle se déplace à Shal en 1199. La salle capitulaire, le dortoir et les cloîtres sont construits au XIIIe siècle, et deux chapelles ajoutées au XVe siècle.
L’abbaye échappe à la première phase de la dissolution des monastères par Henri VIII en 1536, mais est dissoute le 14 janvier 1540 et vendue au gouverneur de Carlisle, Thomas Wharton. Certains bâtiments sont détruits, d’autres incorporés à des fermes voisines et utilisés comme granges. Les matières premières sont récupérées à la fin du XVIIe siècle pour construire la halle de Shap.
Le terrain est vendu en 1728 à Robert Lowther, propriétaire terrien local et gouverneur colonial, et se transmet dans la famille. Les plus belles pierres sont récupérées par Hugh Lowther pour décorer les jardins du château de Lowther (en) lors de la visite de l’empereur Guillaume II, en 1896.
La tour ouest est encore debout, dominant des ruines. Un chemin mène à une chapelle du XVIe siècle voisine, gérée par le National Trust, dans le hameau de Keld (en).

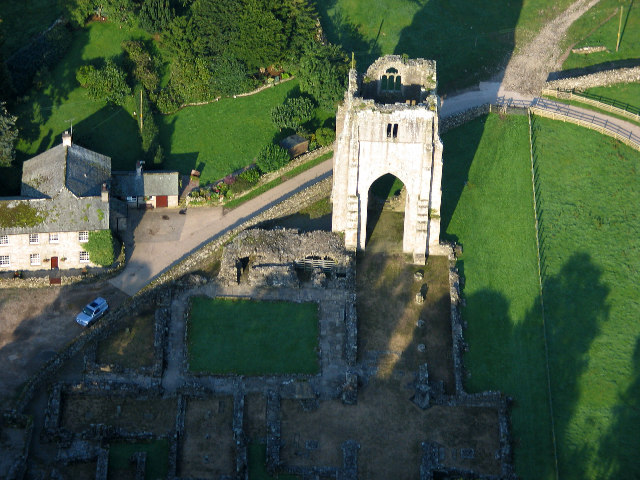
Vue aérienne de l’abbaye.
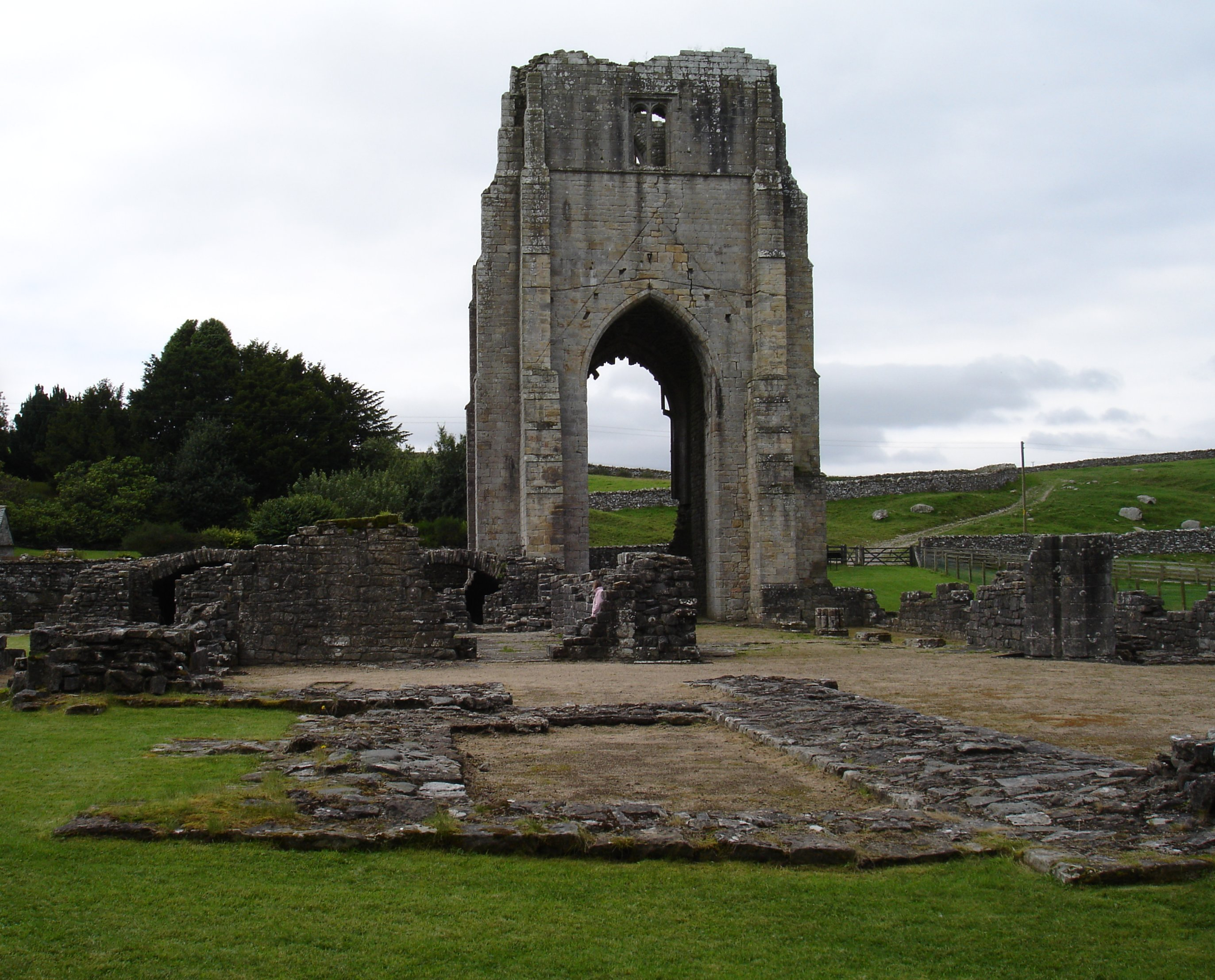
Ruines vues depuis l’est.